# رابطه با درد
رابطه با درد (به هندی: Dard Ka Rishta) فیلمی هندی محصول سال ۱۹۸۲ و به کارگردانی سونیل دات است. در این فیلم بازیگرانی همچون سونیل دات، آشوک کومار، رینا روی، اسمیتا پاتیل، خوشبو ساندار، پادمینی، سیمی گریوال، افتخار، جانی لور، ساتین کاپو و پادمینی کولاپوری ایفای نقش کرده‌اند.